# National League
La National League o la Vanarama National League per raons de patrocini és la cinquena divisió de la lliga anglesa. Hi participen 24 equips d'Anglaterra i Gal·les que es disputen una plaça d'ascens directe a la Football League Two i una altra per als play-off d'ascens del 2n al 5è en lliga. Baixen quatre equips: 2 a la National League North i uns altres dos a la National League South. La competició fou fundada el 1979. Antigament es coneixia com a Conference National, però a partir de la temporada 2015-16 va passar a anomenar-se National League.